# Arbaa Sahel
Arbaa Sahel (en àrab أربعاء الساحل, Arbaʿāʾ as-Sāḥil; en amazic ⵄⵕⴱⴰ ⵏ ⵙⴰⵃⵍⴰ) és una comuna rural de la província de Tiznit, a la regió de Souss-Massa, al Marroc. Segons el cens de 2014 tenia una població total de 10.705 persones.